# 1928–1929-es NHL-szezon
Az 1928–1929-es NHL-szezon a tizenkettedik NHL-szezon volt. Tíz csapat egyenként 44 mérkőzést játszott. Az 1929-es Stanley-kupa döntő volt az első, amelyben két amerikai csapat szerepelt. A Boston Bruins 2:0-as győzelmi aránnyal nyerte meg a három mérkőzésből álló szériát a New York Rangers ellen.

## Szabálymódosítások
Megengedték a korong előre passzolását a semleges harmadból a kék vonalon át a támadó zónába, amennyiben támadó játékos nem tartózkodott a támadó területben amikor a korong átment a kék vonalon; az előrepasszolás a támadó zónán belül továbbra is tiltott maradt. Az alapszakaszban történő hosszabbítás tíz perces lett; ez nem volt „hirtelen halál” - a tíz percet teljességben végig játszották.
A rájátszás formáját is megváltoztatták. A két divízió bajnok egy öt meccses szériát játszott egymással a döntőbe jutásért. A divízióbeli második és harmadik helyezettek egy két meccses, gólaránnyal döntött szériát játszott egymással, majd a két győztes csapat egy három mérkőzésből álló szériát játszott egymással a döntőbe jutásért. A döntő egy három meccsből álló, két győzelemig tartó párharc volt.

## Az alapszakasz
Az ottawai csapat továbbra is pénzügyi problémákkal bajlódott, es Punch Broadbent-et eladták a New York Americansnak. A Senators tulajdonosa, Frank Ahearn, bejelentette, hogy a csapat eladó.
A New York Americans, akik az előző szezont utolsó helyen végezték, nagy meglepetést okozott. Sokáig az első helyet foglalták el a Kanadai-divízió táblázatán. Lionel Conacher hátvéd és Roy Worters kapus kiváló játéka volt a siker oka. De végül a Montréal Canadiensnek sikerült utolérni az Americanst, és végre a Canadiens nyerte meg a divíziói bajnokságot. Az Amerikai-divízió bajnoka a Boston Bruins lett, Tiny Thompson újonc kapus irányítása alatt.
George Owen, a Bruins játékosa, volt az első NHL játékos aki rendszeresen hordott sisakot biztonsági célból; ezelőtt csak ideiglenesen hordtak sisakot, ha sérülést kellett megvédeni. Ötvenegy évvel később lett kötelező a sisak viselése az NHL-ben. Craig MacTavish, aki 1997-ben vonult vissza, volt az utolsó aki sisak nélkül játszhatott, mivel a szabály érvénybelépése előtt sisak nélkül játszók részére nem tették kötelezővé a védőeszköz viselését.
A Chicago Black Hawks új eredménytelenségi rekordokat állított fel. Mindössze 33 gólt lőttek az alapszakasz folyamán, miközben 85 gólt kaptak; a 85 kapott gól volt a legtöbb a ligában. Február 7-e és 28-a között zsinórban nyolc meccset játszottak, amelyben egyetlen gólt sem lőttek. Vic Ripley csatár volt a chicagoi gólkirály: összesen tizenegy gólt lőtt a 44 meccsben.
A Canadiens kapusa, George Hainsworth, 22 shutouttal egy olyan rekordot állított, ami a mai napig is áll.

## Tabella
Megjegyzés: a vastagon szedett csapatok bejutottak a rájátszásba
| Kanadai-divízió     | MSz | Gy | V  | D  | P  | SzG | KG | B   |
| ------------------- | --- | -- | -- | -- | -- | --- | -- | --- |
| Montréal Canadiens  | 44  | 22 | 7  | 15 | 59 | 71  | 43 | 465 |
| New York Americans  | 44  | 19 | 13 | 12 | 50 | 53  | 53 | 486 |
| Toronto Maple Leafs | 44  | 21 | 18 | 5  | 47 | 85  | 69 | 541 |
| Ottawa Senators     | 44  | 14 | 17 | 13 | 41 | 54  | 67 | 461 |
| Montreal Maroons    | 44  | 15 | 20 | 9  | 39 | 67  | 65 | 638 |

| Amerikai-divízió    | MSz | Gy | V  | D  | P  | SzG | KG | B   |
| ------------------- | --- | -- | -- | -- | -- | --- | -- | --- |
| Boston Bruins       | 44  | 26 | 13 | 5  | 57 | 89  | 52 | 472 |
| New York Rangers    | 44  | 21 | 13 | 10 | 52 | 72  | 65 | 384 |
| Detroit Cougars     | 44  | 19 | 16 | 9  | 47 | 72  | 63 | 381 |
| Pittsburgh Pirates  | 44  | 9  | 27 | 8  | 26 | 46  | 80 | 324 |
| Chicago Black Hawks | 44  | 7  | 29 | 8  | 22 | 33  | 85 | 363 |

## Kanadai táblázat
| Játékos        | Csapat              | MSz | G  | A  | P  | B  |
| -------------- | ------------------- | --- | -- | -- | -- | -- |
| Ace Bailey     | Toronto Maple Leafs | 44  | 22 | 10 | 32 | 78 |
| Nels Stewart   | Montreal Maroons    | 44  | 21 | 8  | 29 | 74 |
| Carson Cooper  | Detroit Cougars     | 43  | 18 | 9  | 27 | 14 |
| Howie Morenz   | Montréal Canadiens  | 42  | 17 | 10 | 27 | 47 |
| Andy Blair     | Toronto Maple Leafs | 44  | 12 | 15 | 27 | 41 |
| Frank Boucher  | New York Rangers    | 44  | 10 | 16 | 26 | 8  |
| Harry Oliver   | Boston Bruins       | 43  | 17 | 6  | 23 | 24 |
| Bill Cook      | New York Rangers    | 43  | 15 | 8  | 23 | 41 |
| Jimmy Ward     | Montreal Maroons    | 44  | 14 | 8  | 22 | 46 |
| Frank Finnigan | Ottawa Senators     | 44  | 15 | 4  | 19 | 71 |

## Kapusok statisztikái
| Játékos           | Csapat             | MSz | Gy | V  | D  | Perc | KG | SO | KGÁ  |
| ----------------- | ------------------ | --- | -- | -- | -- | ---- | -- | -- | ---- |
| George Hainsworth | Montréal Canadiens | 44  | 22 | 7  | 15 | 2800 | 43 | 22 | 0.92 |
| Tiny Thompson     | Boston Bruins      | 44  | 26 | 13 | 5  | 2710 | 52 | 12 | 1.15 |
| Roy Worters       | New York Americans | 44  | 16 | 12 | 10 | 2390 | 46 | 13 | 1.15 |
| Dolly Dolson      | Detroit Cougars    | 38  | 19 | 16 | 9  | 2750 | 63 | 10 | 1.37 |
| John Ross Roach   | New York Rangers   | 44  | 21 | 13 | 10 | 2760 | 65 | 13 | 1.41 |

## Stanley-kupa rájátszás
A rájátszás új formája szerint a két divízió bajnok egymás ellen játszott egy öt meccsből álló, három győzelemig tartó párharcot a döntőbe jutásért. Emellett a második és harmadik helyezettek divíziónként egy két meccses, gólaránnyal döntött szériát játszott - a két másodikos egymás ellen, a két harmadikos egymás ellen; e két széria győztesei utána egymás ellen egy három meccsből álló, két győzelemig tartó párharcot játszott a döntőbe jutásért. Maga a Stanley-kupa döntő egy három meccsből álló, két győzelemig tartó széria volt.
A divízió-bajnokok közötti szériaban a Boston Bruins három egymásutáni győzelemmel kiütötte a Montréal Canadienst. A New York Rangers 1:0-as gólaránnyal verte meg a New York Americanst, a Toronto Maple Leafs pediglen 7:2-es gólaránnyal a Detroit Cougarst. Ezt követően a Rangers két egymásutáni győzelemmel kiütötte a Maple Leafst.

### Döntő
A Bruins két meccsen egymás után legyőzte a Rangerts, így vereség nélkül nyerték meg a Stanley-kupát. Egészen 1952-ig nem sikerült egy másik csapatnak vereség nélkül végigjátszani a rájátszást.
New York Rangers vs. Boston Bruins
| Dátum       | Idegenben     | Eredmény | Otthon           | Eredmény | Megjegyzés |
| ----------- | ------------- | -------- | ---------------- | -------- | ---------- |
| Március 28. | Boston Bruins | 2        | New York Rangers | 0        |            |
| Március 29. | Boston Bruins | 2        | New York Rangers | 1        | (hossz.)   |

A három mérkőzésből álló párharcot (két győzelemig tartó sorozatot) a Boston nyerte 2:0-ra, így ők lettek a Stanley-kupa bajnokok.

## NHL díjak
Frank Boucher egymásutánban másodszorra nyerte a Lady Byng-emlékkupát, George Hainsworth harmadszorra egymásutánban a Vézina-trófeát.
- O'Brien-trófea (Kanadai-divízió bajnoka) — Montréal Canadiens
- Prince of Wales-trófea (Amerikai-divízió bajnoka) — Boston Bruins
- Hart-emlékkupa (legértékesebb játékos) - Roy Worters, New York Americans
- Lady Byng-emlékkupa (legsportszerűbb játékos) - Frank Boucher, New York Rangers
- Vezina-trófea (legjobb kapus) - George Hainsworth, Montréal Canadiens

## Debütálók
Itt a fontosabb debütálók szerepelnek, első csapatukkal. A csillaggal jelöltek a rájátszásban debütáltak.
- Tiny Thompson, Boston Bruins
- Cooney Weiland, Boston Bruins
- George Owen, Boston Bruins
- Johnny Gottselig, Chicago Black Hawks
- Mush March, Chicago Black Hawks
- Herbie Lewis, Detroit Cougars
- Georges Mantha, Montréal Canadiens
- Armand Mondou, Montréal Canadiens
- Baldy Northcott, Montreal Maroons
- Dave Trottier, Montreal Maroons
- Earl Robinson, Montreal Maroons
- Red Horner, Toronto Maple Leafs
- Andy Blair, Toronto Maple Leafs

## Visszavonulók
Itt a fontosabb olyan játékosok szerepelnek, akik utolsó NHL-meccsüket ebben a szezonban játszották.
- Cy Denneny, Boston Bruins
- Duke Keats, Chicago Black Hawks
- Dick Irvin, Chicago Black Hawks
- Red Green, Detroit Cougars
- Herb Gardiner, Montréal Canadiens
- Punch Broadbent, New York Americans